# Chavannes-près-Renens
Chavannes-près-Renens – miejscowość i gmina (commune) w zachodniej Szwajcarii, w kantonie Vaud, w okręgu (district) Ouest lausannois.  

## Demografia
W Chavannes-près-Renens mieszka 8737 osób. W 2021 roku 54% populacji gminy stanowiły osoby urodzone poza Szwajcarią.

## Transport
Przez teren gminy przebiegają autostrada A1a oraz drogi główne nr 1 i nr 138. 